# Jay Sean/Diskografie
Diese Diskografie ist eine Übersicht über die musikalischen Werke des britischen R&B- und Popsängers Jay Sean. Den Quellenangaben und Schallplattenauszeichnungen zufolge hat er bisher mehr als 15,1 Millionen Tonträger verkauft, davon alleine in seiner Heimat über 2,6 Millionen. Seine erfolgreichste Veröffentlichung ist die Single Down mit über 7,7 Millionen verkauften Einheiten.

## Alben

### Studioalben
| Jahr | Titel Musiklabel                                          | Höchstplatzierung, Gesamtwochen, AuszeichnungChartplatzierungen (Jahr, Titel, Musiklabel, Platzierungen, Wochen, Auszeichnungen, Anmerkungen) | Höchstplatzierung, Gesamtwochen, AuszeichnungChartplatzierungen (Jahr, Titel, Musiklabel, Platzierungen, Wochen, Auszeichnungen, Anmerkungen) | Höchstplatzierung, Gesamtwochen, AuszeichnungChartplatzierungen (Jahr, Titel, Musiklabel, Platzierungen, Wochen, Auszeichnungen, Anmerkungen) | Höchstplatzierung, Gesamtwochen, AuszeichnungChartplatzierungen (Jahr, Titel, Musiklabel, Platzierungen, Wochen, Auszeichnungen, Anmerkungen) | Höchstplatzierung, Gesamtwochen, AuszeichnungChartplatzierungen (Jahr, Titel, Musiklabel, Platzierungen, Wochen, Auszeichnungen, Anmerkungen) | Anmerkungen                                                  |
| Jahr | Titel Musiklabel                                          | DE | AT | CH | UK | US | Anmerkungen                                                  |
| ---- | --------------------------------------------------------- | --- | --- | --- | --- | --- | ------------------------------------------------------------ |
| 2004 | Me Against Myself Relentless Records / Virgin Music (EMI) | — | — | — | UK29 Silber · (2 Wo.)UK | — | Erstveröffentlichung: 8. November 2004 Verkäufe: + 2.060.000 |
| 2008 | My Own Way Jayded (EMI)                                   | — | — | — | UK6 Silber · (5 Wo.)UK | — | Erstveröffentlichung: 12. Mai 2008 Verkäufe: + 100.000       |
| 2009 | All or Nothing Cash Money Records (UMG)                   | — | — | — | UK62 Gold · (7 Wo.)UK | US37 (18 Wo.)US | Erstveröffentlichung: 23. November 2009 Verkäufe: + 231.436  |
| 2013 | Neon Cash Money Records (UMG)                             | — | — | — | — | US116 (1 Wo.)US | Erstveröffentlichung: 30. Juli 2013                          |

### Kompilationen
| Jahr | Titel Musiklabel                        | Anmerkungen                |
| ---- | --------------------------------------- | -------------------------- |
| 2011 | Hit the Lights Cash Money Records (UMG) | Erstveröffentlichung: 2011 |
| 2012 | Greatest Hits Cash Money Records (UMG)  | Erstveröffentlichung: 2012 |

### Mixtapes
| Jahr | Titel Musiklabel             | Anmerkungen                             |
| ---- | ---------------------------- | --------------------------------------- |
| 2011 | The Mistress Selbstverlag    | Erstveröffentlichung: 7. September 2011 |
| 2014 | The Mistress II Selbstverlag | Erstveröffentlichung: 18. November 2014 |
| 2020 | M3 Kamouflage Entertainment  | Erstveröffentlichung: 23. Dezember 2020 |

### EPs
| Jahr | Titel Musiklabel                                         | Anmerkungen                            |
| ---- | -------------------------------------------------------- | -------------------------------------- |
| 2008 | Jay Sean – iTunes Live: London Festival ’08 Jayded (EMI) | Erstveröffentlichung: 4. August 2008   |
| 2012 | So High Cash Money Records (UMG)                         | Erstveröffentlichung: 12. Oktober 2012 |

## Singles

### Als Leadmusiker
| Jahr | Titel Album                            | Höchstplatzierung, Gesamtwochen, AuszeichnungChartplatzierungen (Jahr, Titel, Album, Platzierungen, Wochen, Auszeichnungen, Anmerkungen) | Höchstplatzierung, Gesamtwochen, AuszeichnungChartplatzierungen (Jahr, Titel, Album, Platzierungen, Wochen, Auszeichnungen, Anmerkungen) | Höchstplatzierung, Gesamtwochen, AuszeichnungChartplatzierungen (Jahr, Titel, Album, Platzierungen, Wochen, Auszeichnungen, Anmerkungen) | Höchstplatzierung, Gesamtwochen, AuszeichnungChartplatzierungen (Jahr, Titel, Album, Platzierungen, Wochen, Auszeichnungen, Anmerkungen) | Höchstplatzierung, Gesamtwochen, AuszeichnungChartplatzierungen (Jahr, Titel, Album, Platzierungen, Wochen, Auszeichnungen, Anmerkungen) | Anmerkungen                                                                             |
| Jahr | Titel Album                            | DE | AT | CH | UK | US | Anmerkungen                                                                             |
| ---- | -------------------------------------- | --- | --- | --- | --- | --- | --------------------------------------------------------------------------------------- |
| 2004 | Eyes on You Me Against Myself          | — | — | — | UK6 (13 Wo.)UK | — | Erstveröffentlichung: 3. Mai 2004                                                       |
| 2004 | Stolen Me Against Myself               | — | — | — | UK4 (6 Wo.)UK | — | Erstveröffentlichung: 30. August 2004                                                   |
| 2008 | Ride It My Own Way                     | — | — | — | UK11 Silber · (16 Wo.)UK | — | Erstveröffentlichung: 21. Januar 2008 Verkäufe: + 200.000                               |
| 2008 | Maybe My Own Way                       | — | — | — | UK19 (6 Wo.)UK | — | Erstveröffentlichung: 14. April 2008                                                    |
| 2008 | Stay My Own Way                        | — | — | — | UK59 (3 Wo.)UK | — | Erstveröffentlichung: 30. Juni 2008                                                     |
| 2009 | Tonight My Own Way                     | — | — | — | UK23 (5 Wo.)UK | — | Erstveröffentlichung: 18. Januar 2009                                                   |
| 2009 | Down All or Nothing                    | DE9 Gold · (30 Wo.)DE | AT8 (18 Wo.)AT | CH8 (42 Wo.)CH | UK3 ×2Doppelplatin · (20 Wo.)UK | US1 ×6Sechsfachplatin · (40 Wo.)US | Erstveröffentlichung: 31. Mai 2009 Verkäufe: + 7.770.000; feat. Lil Wayne               |
| 2009 | Do You Remember All or Nothing         | — | — | — | UK13 Gold · (17 Wo.)UK | US10 ×2Doppelplatin · (20 Wo.)US | Erstveröffentlichung: 3. November 2009 Verkäufe: + 2.500.000; feat. Sean Paul & Lil Jon |
| 2010 | 2012 (It Ain’t the End) Hit the Lights | — | — | — | UK9 Silber · (9 Wo.)UK | US31 Gold · (14 Wo.)US | Erstveröffentlichung: 3. August 2010 Verkäufe: + 707.500; feat. Nicki Minaj             |
| 2011 | Hit the Lights                         | DE62 (2 Wo.)DE | — | — | UK67 (1 Wo.)UK | US18 (2 Wo.)US | Erstveröffentlichung: 4. Februar 2011 feat. Lil Wayne                                   |
| 2011 | Like This, Like That Hit the Lights    | — | — | — | — | — | Erstveröffentlichung: 2011 feat. Birdman                                                |
| 2012 | I’m All Yours Neon                     | DE40 (9 Wo.)DE | AT57 (1 Wo.)AT | — | — | US85 (1 Wo.)US | Erstveröffentlichung: 18. April 2012 Verkäufe: + 147.500; feat. Pitbull                 |
| 2012 | So High Neon                           | DE100 (1 Wo.)DE | — | — | — | — | Erstveröffentlichung: 30. November 2012 feat. Afrojack                                  |
| 2016 | Make My Love Go –                      | DE22 Gold · (19 Wo.)DE | AT52 (7 Wo.)AT | CH48 (3 Wo.)CH | UK49 Silber · (14 Wo.)UK | — | Erstveröffentlichung: 5. Februar 2016 Verkäufe: + 460.000; feat. Sean Paul & Kiana Ledé |
| 2017 | Do You Love Me –                       | — | — | — | — | — | Erstveröffentlichung: 31. März 2017                                                     |
| 2017 | What You Want –                        | — | — | — | — | — | Erstveröffentlichung: 29. September 2017 feat. Davido                                   |
| 2018 | Emergency –                            | — | — | — | — | — | Erstveröffentlichung: 9. Februar 2018                                                   |
| 2018 | Cherry Papers M3                       | — | — | — | — | — | Erstveröffentlichung: 15. Juni 2018                                                     |
| 2018 | Need to Know M3                        | — | — | — | — | — | Erstveröffentlichung: 21. Dezember 2018                                                 |
| 2019 | With You –                             | — | — | — | — | — | Erstveröffentlichung: 8. März 2019 feat. Gucci Mane & Asian Doll                        |
| 2019 | Lonely M3                              | — | — | — | — | — | Erstveröffentlichung: 13. Dezember 2019                                                 |
| 2023 | Days Like This –                       | — | — | — | — | — | Erstveröffentlichung: 13. Januar 2023 mit Martin Jensen                                 |

### Als Gastmusiker
| Jahr | Titel Album                                         | Höchstplatzierung, Gesamtwochen, AuszeichnungChartplatzierungen (Jahr, Titel, Album, Platzierungen, Wochen, Auszeichnungen, Anmerkungen) | Höchstplatzierung, Gesamtwochen, AuszeichnungChartplatzierungen (Jahr, Titel, Album, Platzierungen, Wochen, Auszeichnungen, Anmerkungen) | Höchstplatzierung, Gesamtwochen, AuszeichnungChartplatzierungen (Jahr, Titel, Album, Platzierungen, Wochen, Auszeichnungen, Anmerkungen) | Höchstplatzierung, Gesamtwochen, AuszeichnungChartplatzierungen (Jahr, Titel, Album, Platzierungen, Wochen, Auszeichnungen, Anmerkungen) | Höchstplatzierung, Gesamtwochen, AuszeichnungChartplatzierungen (Jahr, Titel, Album, Platzierungen, Wochen, Auszeichnungen, Anmerkungen) | Anmerkungen                                                                                                |
| Jahr | Titel Album                                         | DE | AT | CH | UK | US | Anmerkungen                                                                                                |
| ---- | --------------------------------------------------- | --- | --- | --- | --- | --- | --- |
| 2003 | Dance with You (Nachna tere naal) Me Against Myself | — | — | — | UK12 (7 Wo.)UK | — | Erstveröffentlichung: 8. September 2003 Rishi Rich feat. Jay Sean & Juggy D                                |
| 2006 | Push It Up (Aaja kuriye) –                          | — | — | — | — | — | Erstveröffentlichung: 2006 Rishi Rich feat. Jay Sean & Juggy D                                             |
| 2009 | Written on Her Priceless                            | — | — | — | — | — | Erstveröffentlichung: 23. Juni 2009 Birdman feat. Jay Sean                                                 |
| 2009 | Lush –                                              | — | — | — | — | — | Erstveröffentlichung: 24. Oktober 2009 Skepta feat. Jay Sean                                               |
| 2010 | Each Tear Stronger with Each Tear                   | — | — | — | — | — | Erstveröffentlichung: 6. Mai 2010 Mary J. Blige feat. Jay Sean                                             |
| 2010 | I Made It (Cash Money Heroes) To the Sky            | — | — | — | UK37 (5 Wo.)UK | US21 Platin · (20 Wo.)US | Erstveröffentlichung: 6. Juli 2010 Verkäufe: + 1.000.000; Kevin Rudolf feat. Birdman, Jay Sean & Lil Wayne |
| 2011 | Every Little Part of Me The Entertainer             | — | — | — | UK78 (1 Wo.)UK | — | Erstveröffentlichung: 27. Februar 2011 Alesha Dixon feat. Jay Sean                                         |
| 2011 | What Happened to Us Get ’Em Girls                   | — | — | — | — | — | Erstveröffentlichung: 10. März 2011 Jessica Mauboy feat. Jay Sean                                          |
| 2013 | Back to Love –                                      | — | — | — | — | — | Erstveröffentlichung: 30. April 2013 DJ Pauly D feat. Jay Sean                                             |
| 2014 | Wild Horses This is Antonia                         | — | — | — | — | — | Erstveröffentlichung: 7. Mai 2014 Antonia feat. Jay Sean                                                   |
| 2015 | When You Feel This –                                | — | — | — | — | — | Erstveröffentlichung: 10. Juli 2015 Stafford Brothers feat. Jay Sean & Rick Ross                           |
| 2015 | Freak –                                             | — | — | — | — | — | Erstveröffentlichung: 25. September 2015 Rishi Rich feat. Jay Sean & Juggy D                               |
| 2016 | Weekend Love Provocateur                            | DE85 (1 Wo.)DE | AT71 (1 Wo.)AT | CH23 (2 Wo.)CH | — | — | Erstveröffentlichung: 18. März 2016 DJ Antoine feat. Jay Sean                                              |
| 2016 | Thinking About You –                                | — | — | — | — | — | Erstveröffentlichung: 14. Oktober 2016 Verkäufe: + 20.000; Hardwell feat. Jay Sean                         |
| 2022 | Gone (Da Da Da) –                                   | — | — | — | — | — | Erstveröffentlichung: 21. Oktober 2022 Imanbek feat. Jay Sean                                              |

## Produktionen
- 2007: Corbin Bleu – Deal with It
- 2009: Shinee – Juliette
- 2009: Coco Lee – Love Now
- 2009: Coco Lee – BYOB

## Musikvideos
| Jahr | Titel                             | Regie                              |
| ---- | --------------------------------- | ---------------------------------- |
| 2003 | Dance with You (Nachna Tere Naal) |                                    |
| 2004 | Eyes on You                       |                                    |
| 2004 | Stolen                            |                                    |
| 2005 | Dil Mera (One Night)              |                                    |
| 2006 | Push It Up (Aaja Kuriye)          |                                    |
| 2006 | Me Against Myself                 |                                    |
| 2007 | Ride It                           | Richard Pengelley                  |
| 2008 | Maybe                             | Richard Pengelley                  |
| 2008 | Stay                              | Richard Pengelley                  |
| 2008 | Stay (Remix)                      | Adam Wood                          |
| 2009 | Tonight                           | Richard Pengelley                  |
| 2009 | Down                              | Richard Pengelley                  |
| 2009 | Lush                              |                                    |
| 2009 | Written on Her                    |                                    |
| 2009 | Do You Remember                   | Gil Green                          |
| 2010 | I Made It (Cash Money Heroes)     | Jeff Panzer & David Rousseau       |
| 2010 | Each Tear                         | Marcus Raboy                       |
| 2010 | 2012 (It Ain’t the End)           | Erik White                         |
| 2011 | Yalla Asia                        |                                    |
| 2011 | Every Little Part of Me           |                                    |
| 2011 | What Happened to Us               | Mark Alston                        |
| 2011 | Hit the Lights                    | Bille Woodruff                     |
| 2011 | Like This Like That               | David Rousseau & Jeffrey A. Panzer |
| 2011 | Where Do We Go                    | Derick G.                          |
| 2012 | Bebé Bonita                       |                                    |
| 2012 | I’m All Yours                     | Gil Green                          |

### Gastauftritte
| Jahr | Titel                     | Interpretation             | Album       |
| ---- | ------------------------- | -------------------------- | ----------- |
| 2002 | Nahin Tere Jeha Hor Disda | Rishi Rich                 | Simply Rich |
| 2004 | Sohniye                   | Juggy D & Rishi Rich       | Juggy D     |
| 2009 | Money to Blow             | Birdman, Drake & Lil Wayne | Priceless   |

## Promoveröffentlichungen
Promo-Singles
- 2017: Don’t Give Up on Me (Johnny Good feat. Jay Sean)

## Sonderveröffentlichungen
| Jahr | Titel                                      | Album                  |
| ---- | ------------------------------------------ | ---------------------- |
| 2004 | Meri Jaan (feat. Juggy D)                  | Juggy D                |
| 2010 | Your Love (Remix, feat. Nicki Minaj)       | Pink Friday            |
| 2010 | That Ain’t Me (feat. Lil Wayne)            | I Am Not a Human Being |
| 2010 | What Happened to Us (feat. Jessica Mauboy) | Get ’em Girls          |

## Statistik

### Chartauswertung
|                     | DE    | AT    | CH    | UK    | US    |
| ------------------- | ----- | ----- | ----- | ----- | ----- |
| Nummer-eins-Alben   | DE—DE | AT—AT | CH—CH | UK—UK | US—US |
| Top-10-Alben        | DE—DE | AT—AT | CH—CH | UK1UK | US—US |
| Alben in den Charts | DE—DE | AT—AT | CH—CH | UK3UK | US2US |

|                       | DE    | AT    | CH    | UK     | US    |
| --------------------- | ----- | ----- | ----- | ------ | ----- |
| Nummer-eins-Singles   | DE—DE | AT—AT | CH—CH | UK—UK  | US1US |
| Top-10-Singles        | DE1DE | AT1AT | CH1CH | UK4UK  | US2US |
| Singles in den Charts | DE6DE | AT4AT | CH3CH | UK14UK | US6US |

### Auszeichnungen für Musikverkäufe
| Goldene Schallplatte - Brasilien - 2024: für die Single Down - Europa (Impala) - 2010: für das Album My Own Way - Neuseeland - 2010: für die Single 2012 (It Ain’t the End) - 2012: für die Single I’m All Yours - Niederlande - 2017: für die Single Thinking About You - Schweden - 2016: für die Single Make My Love Go Platin-Schallplatte - Australien - 2010: für die Single Do You Remember - Dänemark - 2021: für die Single Down - Neuseeland - 2022: für die Single Do You Remember - 2024: für das Album All or Nothing - Niederlande - 2016: für die Single Make My Love Go - Schweden - 2011: für die Single Down | 2× Platin-Schallplatte - Australien - 2009: für die Single Down - 2013: für die Single I’m All Yours 4× Platin-Schallplatte - Neuseeland - 2025: für die Single Down 5× Platin-Schallplatte - Indien - 2004: für das Album Me Against Myself |

Anmerkung: Auszeichnungen in Ländern aus den Charttabellen bzw. Chartboxen sind in ebendiesen zu finden.
| Land/RegionAuszeichnungen für Musikverkäufe (Land/Region, Auszeichnungen, Verkäufe, Quellen) | Silber     | Gold       | Platin       | Verkäufe  | Quellen                           |
| -------------------------------------------------------------------------------------------- | ---------- | ---------- | ------------ | --------- | --------------------------------- |
| Australien (ARIA)                                                                            | —          | —          | 5× Platin5   | 350.000   | aria.com.au                       |
| Brasilien (PMB)                                                                              | —          | Gold1      | —            | 30.000    | pro-musicabr.org.br               |
| Dänemark (IFPI)                                                                              | —          | —          | Platin1      | 90.000    | ifpi.dk                           |
| Deutschland (BVMI)                                                                           | —          | 2× Gold2   | —            | 350.000   | musikindustrie.de                 |
| Europa (Impala)                                                                              | —          | Gold1      | —            | (100.000) | Einzelnachweise                   |
| Indien (IMI)                                                                                 | —          | —          | 5× Platin5   | 100.000   | Einzelnachweise                   |
| Neuseeland (RMNZ)                                                                            | —          | 2× Gold2   | 6× Platin6   | 180.000   | aotearoamusiccharts.co.nz NZ2 NZ3 |
| Niederlande (NVPI)                                                                           | —          | Gold1      | Platin1      | 60.000    | nvpi.nl                           |
| Schweden (IFPI)                                                                              | —          | Gold1      | Platin1      | 60.000    | sverigetopplistan.se              |
| Vereinigte Staaten (RIAA)                                                                    | —          | Gold1      | 9× Platin9   | 9.500.000 | riaa.com                          |
| Vereinigtes Königreich (BPI)                                                                 | 5× Silber5 | 2× Gold2   | 2× Platin2   | 2.420.000 | bpi.co.uk                         |
| Insgesamt                                                                                    | 5× Silber5 | 11× Gold11 | 30× Platin30 |           |                                   |